# Wilhelm Capelle (Philologe)
Wilhelm August Cornelius Friedrich Capelle (* 21. August 1871 in Hannover; † 8. Dezember 1961 in Hamburg) war ein deutscher Klassischer Philologe.

## Leben
Wilhelm Capelle, der Sohn des Gymnasialdirektors und Homerexperten Carl Capelle (1841–1912), studierte Klassische Philologie an der Universität Göttingen und wurde 1896 bei Ulrich von Wilamowitz-Moellendorff mit der Dissertation De Cynicorum epistulis promoviert. Anschließend arbeitete er an der Gelehrtenschule des Johanneums in Hamburg, wo er 1901 zum Gymnasialprofessor ernannt wurde. Neben seiner Unterrichtstätigkeit setzte er seine Forschungen auf dem Gebiet der griechischen Philosophie fort. Am 9. Juni 1920 erreichte er seine Habilitation an der neugegründeten Universität Hamburg, die ihn zum Privatdozenten ernannte. Von seiner akademischen Lehrtätigkeit konnte Capelle seinen Lebensunterhalt bestreiten; deshalb ließ er sich 1923 als Gymnasiallehrer in den Ruhestand versetzen. 1926 wurde er zum Honorarprofessor ernannt. Bis 1938 hielt er Lehrveranstaltungen an der Universität Hamburg ab.
Capelles Hauptarbeitsgebiet waren die griechische Philosophie und Naturwissenschaft und die germanische Altertumskunde. Er verfasste auch Übersetzungen zu zahlreichen Autoren, die vielfach aufgelegt wurden: Mark Aurel, Epiktet, die Vorsokratiker, Hippokrates von Kos und Arrian (Anabasis). Seine bekannteste wissenschaftliche Publikation ist die Monografie Das alte Germanien: Die Nachrichten der griechischen und römischen Schriftsteller (Jena 1929), die Eduard Norden gewidmet war. Weil Norden aus einer assimilierten jüdischen Familie stammte, wurde diese Widmung bei der zweiten Auflage 1937 vom Verlag entfernt, was Capelle mit Verbitterung hinnahm.
Nach seinen politischen Ansichten gehörte Capelle dem rechten Spektrum an. Er war Mitglied des Ostmarkenvereins, des Alldeutschen Verbandes und der Deutschnationalen Volkspartei. Nach Auflösung der Deutschnationalen Volkspartei (1933) trat er jedoch nicht in die NSDAP ein. Im Vorwort zur ersten Nachkriegsauflage der von ihm übersetzten Selbstbetrachtungen des römischen Kaisers Mark Aurel schrieb Capelle im Rückblick auf das sog. Dritte Reich: „[Es] haben sich Dinge ereignet, wie sie in diesem Ausmaß, dieser alles erschütternden und fast alles in Frage stellenden Wirkung […] in den letzten 6000 oder 7000 Jahren auf die Menschheit niemals niedergegangen sind.“

## Veröffentlichungen (Auswahl)
- Die Befreiungskriege 1813–1815 (Teil 2). Paetel, Berlin 1908 urn:nbn:de:0220-gd-5679528 (gei-digital.gei.de).
- als Übersetzer: Arrian: Alexanders des Grossen Siegeszug durch Asien (= Bibliothek der Alten Welt). Artemis Verlag, Zürich 1950.
- Die Germanen der Völkerwanderung (= Kröners Taschenausgabe).  Stuttgart 1939.
- Die griechische Philosophie. 4 Bände (= Sammlung Göschen).   2. Auflage. De Gruyter, Berlin 1954; 3. Auflage ebenda 1971.
- als Hrsg. und Übersetzer: Die Vorsokratiker – Die Fragmente und Quellenberichte (= Kröners Taschenausgabe).  7. Auflage. Alfred Kröner Verlag, Stuttgart 1968.
- als Hrsg. und Übersetzer: Hippokrates. Fünf auserlesene Schriften (= Die Bibliothek der Alten Welt). Artemis Verlag, Zürich 1955.
- als Übersetzer: Marc Aurel: Selbstbetrachtungen. Überarbeitet von Jörg Fündling. 13. Auflage (= Kröners Taschenausgabe).  Alfred Kröner Verlag, Stuttgart 2008 (Originalausgabe 1932).